# Chromodoris willani
Chromodoris willani (лат.) — вид брюхоногих моллюсков из семейства Chromodorididae отряда голожаберных (Nudibranchia). Распространены в западной части Тихого океана, от Индонезии и Филиппин до Вануату.
Вид назван в честь известного систематика голожаберных моллюсков — доктора Ричарда К. Виллана.

## Внешний вид
Окрас может варьироваться от прозрачно белого до тёмно-синего. Внешне очень схож с другими видами этого рода, например с Chromodoris boucheti и Chromodoris dianae. Chromodoris willani можно отличить по очень ярким белым пятнам на жабрах и ринофорах.

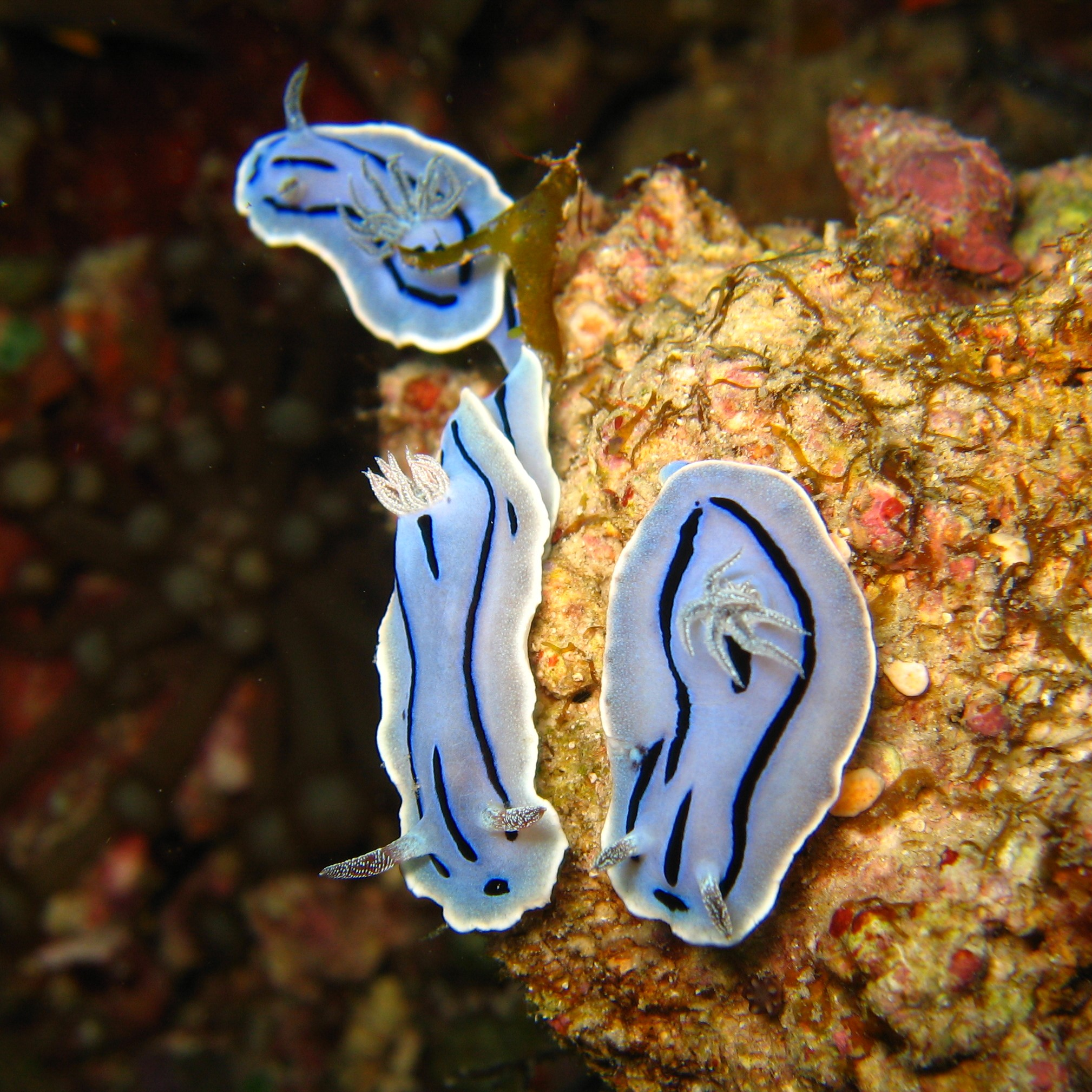
Палево-голубая форма
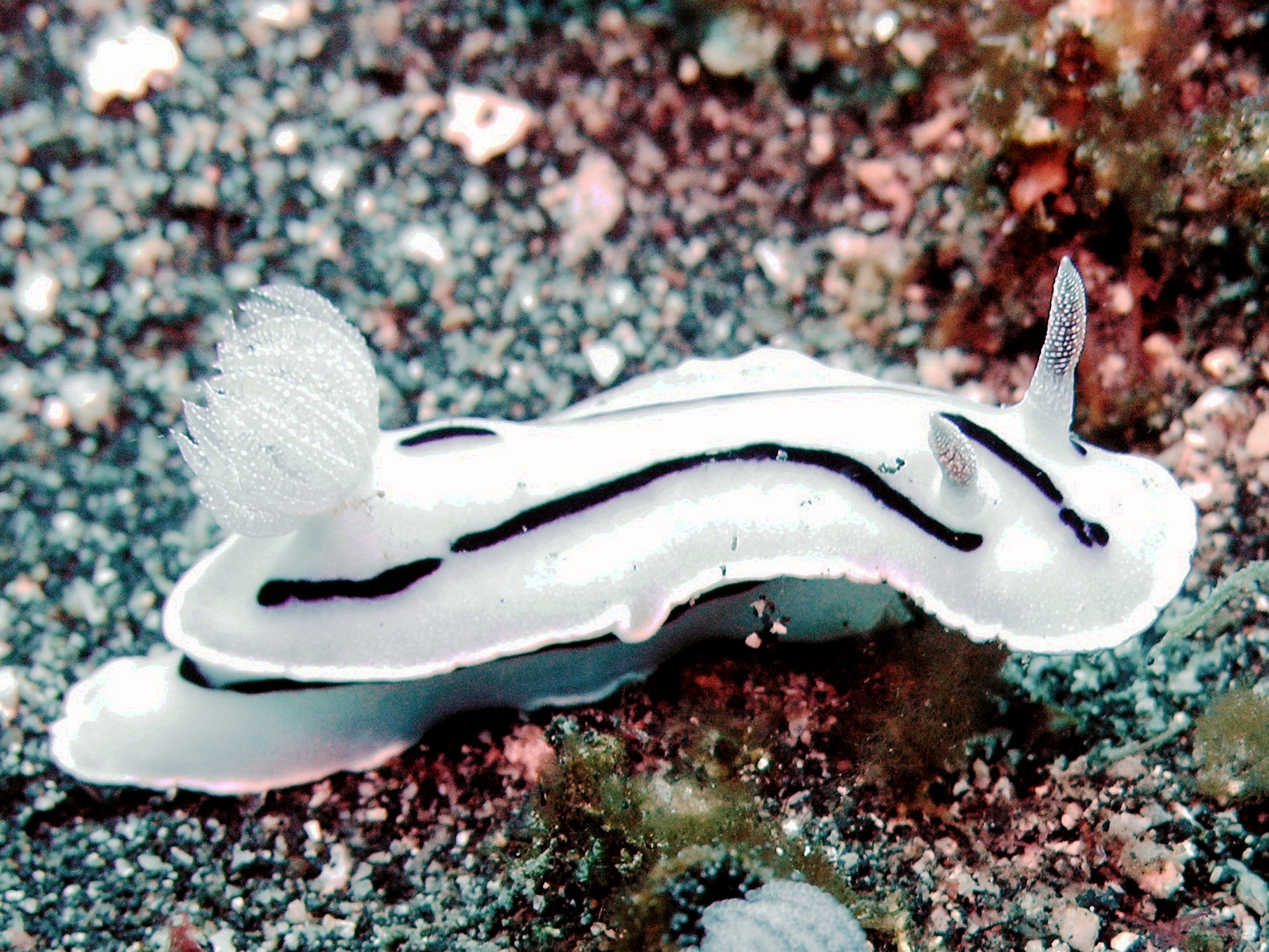
Белая форма
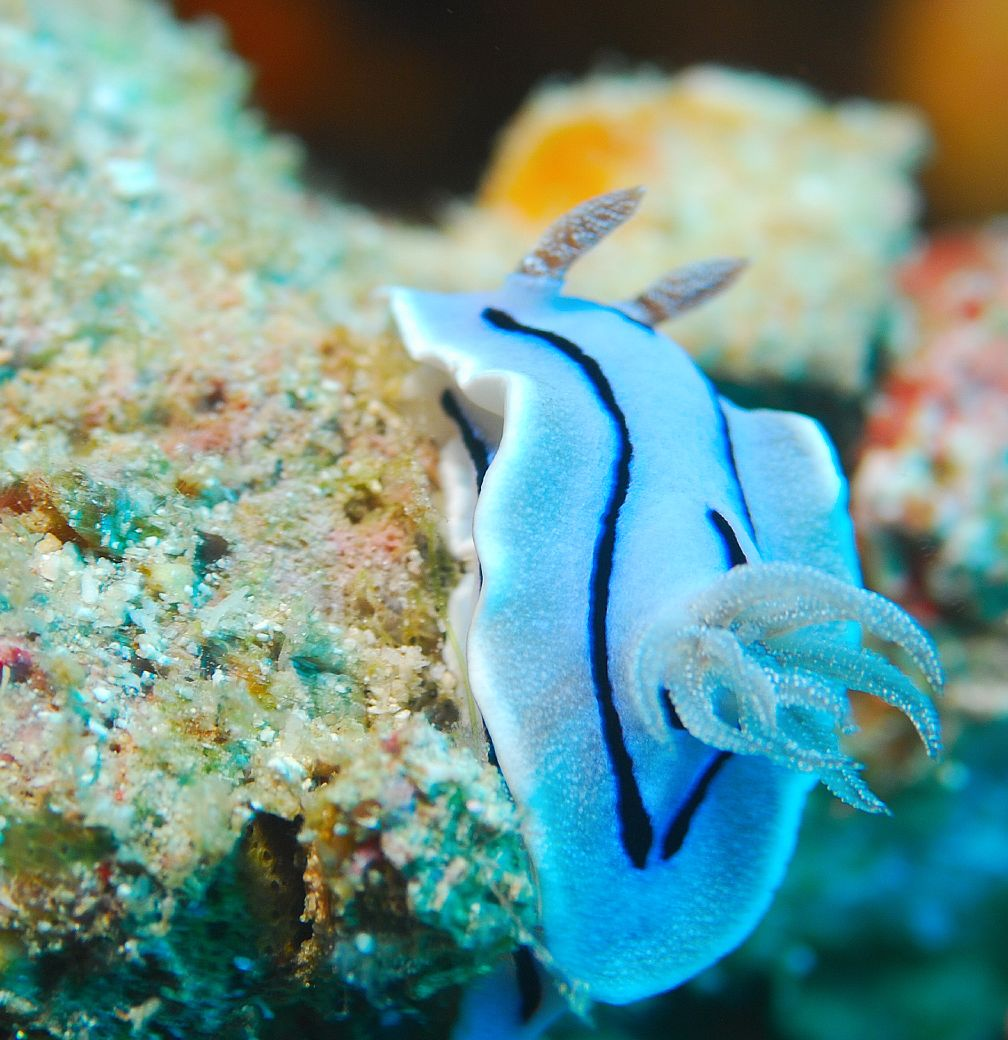
Голубая форма